# 930

## Догађаји
- 17. јун — Основан први парламент на свету, исландски Алтинг. Поглавице из разних племена окупиле се 2 недеље на скупштини на којој су решавали спорове, склапали бракове и сл.; наставља да постоји до данас, као најстарији светски парламент.
- Гилберт, војвода од Лорене, опседа Дуе у Западној Француској.
- 11. јануар — Пљачка Меке: Кармати, предвођени Абу Тахиром ал-Џенабијем, пљачкају Меку, оскрнавили бунар Замзам и однели Црни камен у своју домовину у Источној Арабији.
- Мардавија ибн Зијара шаље Асфар ибн Шируја заједно са својим братом Ширзадом да заузму тврђаву Шамиран у Тарому (Северни Иран), престоници саларидског владара Мухамеда ибн Мусафира.
- 16. октобар — Јапански цар Даиго, као смртно болестан, абдицира у корист свог 7-годишњег сина Сузакуа, после 33-годишње владавине. Он ступа у будистичко свештенство, али убрзо након тога умире. Бивши цар Уда (Даигов отац), остаје моћ иза јапанског престола (до 931).
- Независна корејска острвска држава Усан-гук постаје протекторат Горјео.
- Иелу Беи, принц и старији брат цара Таизонга из династије Лиао (Китана), одлази у Кину.
- Побуна против бугарског цара Петра I коју је предводио његов старији брат Михаило.